# 東 (羽生市)
東（ひがし）は、埼玉県羽生市にある地名。現行行政地名は東一丁目から東九丁目。郵便番号は348-0052。

## 地理
羽生市中央部の自然堤防上に位置する。東に藤井下組、西に本川俣、北、中央、南、南に上羽生、北袋、北に稲子、藤井上組に隣接している。町域の西端を葛西用水路が南北に、南端を中川が東西に流れ、七丁目付近にその流頭がある。

## 歴史
- 1967年（昭和42年） - 大字羽生、藤井上組の各一部から東一丁目〜五丁目が成立[5]。
- 1971年（昭和46年）5月1日 - 大字羽生の一部から東六丁目が成立[5][4]。
- 1983年（昭和58年）2月9日 - 大字羽生の一部を一丁目・五丁目・六丁目に編入。大字羽生・大字藤井上組・大字藤井下組の各一部から東七丁目〜九丁目新設[6]。

## 世帯数と人口
2017年（平成29年）9月30日現在の世帯数と人口は以下の通りである。
| 丁目     | 世帯数    | 人口    |
| -------- | --------- | ------- |
| 東一丁目 | 198世帯   | 497人   |
| 東二丁目 | 229世帯   | 486人   |
| 東三丁目 | 806世帯   | 1,893人 |
| 東四丁目 | 256世帯   | 584人   |
| 東五丁目 | 283世帯   | 630人   |
| 東六丁目 | 323世帯   | 687人   |
| 東七丁目 | 383世帯   | 746人   |
| 東八丁目 | 405世帯   | 845人   |
| 東九丁目 | 159世帯   | 411人   |
| 計       | 3,042世帯 | 6,779人 |

## 小・中学校の学区
市立小・中学校に通う場合、学区（校区）は以下の通りとなる。
| 丁目     | 番地                                                 | 小学校               | 中学校           |
| -------- | ---------------------------------------------------- | -------------------- | ---------------- |
| 東一丁目 | 全域                                                 | 羽生市立羽生南小学校 | 羽生市立南中学校 |
| 東二丁目 | 全域                                                 | 羽生市立羽生北小学校 | 羽生市立西中学校 |
| 東三丁目 | 1〜29番                                              | 羽生市立羽生北小学校 | 羽生市立西中学校 |
| 東三丁目 | その他                                               | 羽生市立川俣小学校   | 羽生市立西中学校 |
| 東四丁目 | 全域                                                 | 羽生市立羽生北小学校 | 羽生市立西中学校 |
| 東五丁目 | 全域                                                 | 羽生市立羽生南小学校 | 羽生市立南中学校 |
| 東六丁目 | 全域                                                 | 羽生市立羽生南小学校 | 羽生市立南中学校 |
| 東七丁目 | 全域                                                 | 羽生市立羽生南小学校 | 羽生市立南中学校 |
| 東八丁目 | 全域                                                 | 羽生市立羽生南小学校 | 羽生市立南中学校 |
| 東九丁目 | 2番地 3番地1〜3番地9 3番地21〜3番地23 7番地1 7番地17 | 羽生市立羽生南小学校 | 羽生市立南中学校 |
| 東九丁目 | その他                                               | 羽生市立井泉小学校   | 羽生市立東中学校 |

## 交通

### 道路
- 埼玉県道60号羽生外野栗橋線

## 施設
東二丁目
- 羽生東町郵便局

東五丁目

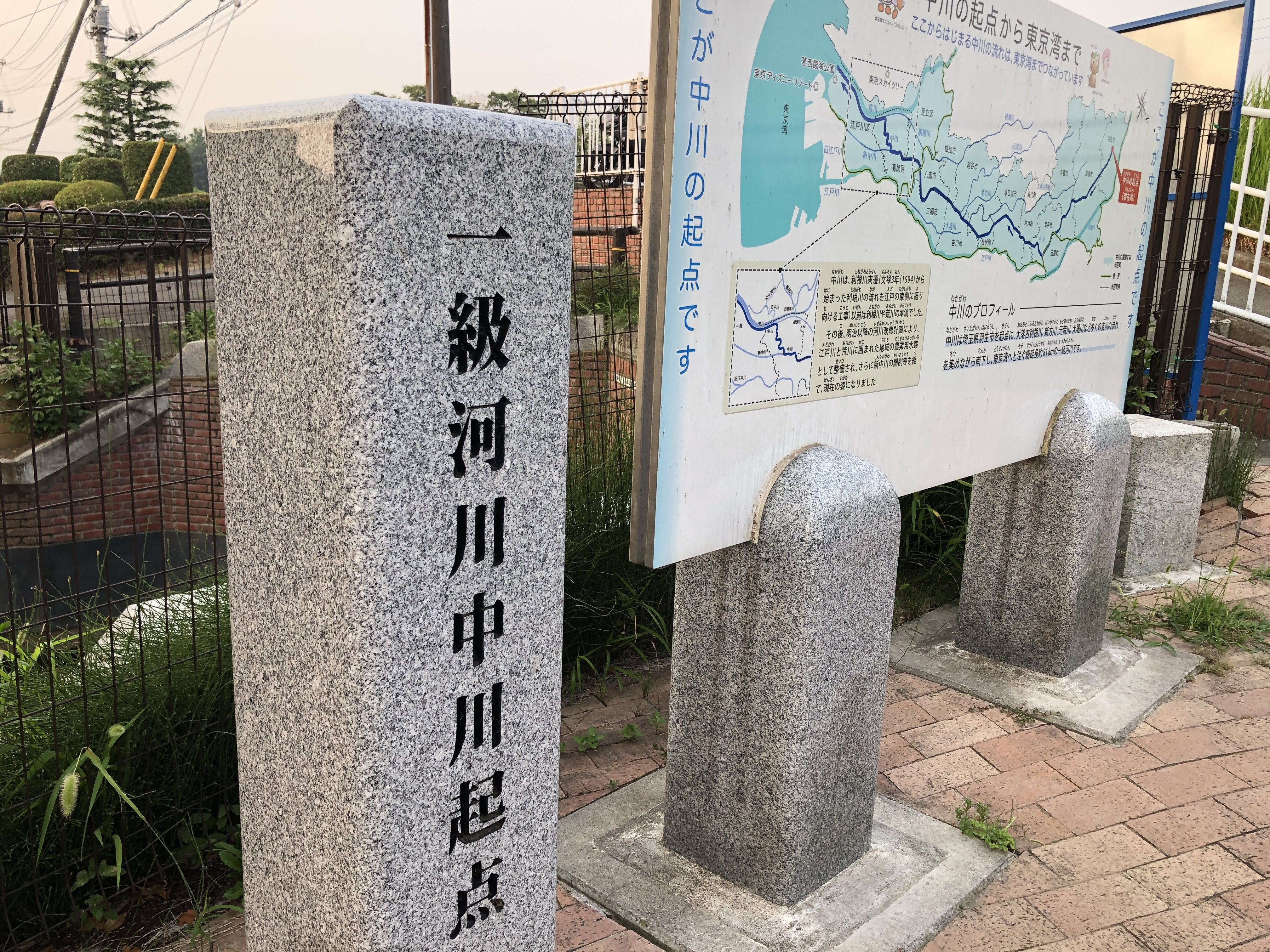
中川起点標石（東七丁目）

- Ai-Museum ブレーキ博物館（曙ブレーキ工業）
- 古城天満宮

東六丁目
- 羽生市役所
- 羽生平和公園

東七丁目
- 羽生警察署
- 城沼公園
- 群馬銀行羽生支店
- JAほくさい

東九丁目
- 羽生中央公園
- 羽生市体育館

### 史跡
- 羽生城跡[4]